# Сольвей Балле
Сольвей Балле (дан. Solvej Balle; нар. 16 серпня 1962, Бовруп, Південна Ютландія) — данська письменниця. Дебютувала у віці 24 років з романом Lyrefugl, написаним у традиції Робінзонад, де героїня роману опинилася на острові.

## Біографія
З 1979 по 1990 роки подорожувала та жила у Франції, Австралії, США та Канаді. Сольвей Балле вивчала літературу та філософію в Копенгагенському університеті, а з 1987 по 1989 рік була студенткою письменницької школи Поула Борума. З 1994 по 1997 рік разом із колегою-письменницею Крістіною Гессельгольдт вона редагувала літературний журнал Den Blå Port. З 2008 року живе в Марсталі на Ере, звідки керує своїм видавництвом Pelagraf, яке з 2013 року публікує її книги.

## Творчість
Справжній прорив Сольвей Балле відбувся після публікації роману «Відповідно до закону» 1993 року, який забезпечив авторці центральне місце в данській літературі 1990-х разом з іншими студентками Школи письменників, такими як Гелле Гелле ( «Приклад життя »), Кірстен Гамманн ( Вера Вінкельвір), Крістіна Гессельгольдт (Кухня, похоронна камера та пейзаж), Мерете Прайдс Гелле ( Водяна чума ) та інші.
Спільним для всіх цих авторів є те, що всі вони дебютували або зробили великий прорив приблизно в 1993 році. Тексти були постмодерністськими за своїм змістом, а за формою вони перебували на межі між романом, оповіданням і ліричною малою прозою. Тематично вони продовжили тему тіла та присутності 1980-х, хоча й у більш брутальній та пронизливій формі. Інший теми включають природничі науки та протиставлення природи і культури.
Інструменти, типові для Сольвей Балле та інших жінок-модерністів 90-х – мінімалізм і метафікція. Таким чином прозаїки жіночої школи письменниць порвали як тематично, так і з точки зору форми і оповіді з іншою тенденцією сучасності, а саме з новим реалізмом (наприклад, Радіатор Яна Соннергаарда, а пізніше Якоб Ейерсбо Нордкрафт).
«Відповідно до закону » Сольвей Балле є прикладом постмодерністського тексту, де «великі історії мертві». Таким чином, людина поміщена в абсурдний всесвіт. У цьому всесвіті метафікційний проект грає з мономаніакальними проектами вигаданих персонажів.
1 листопада 2022 року Солвей Балле отримала літературну премію Північної ради за роман «Про розрахунок I, II і III тому ». Це перші три із загалом семи запланованих томів про героїню Тару Селтер, яка знову і знову переживає день 18 листопада. 

## Літературні премії
- Стипендія імені Жанни та Анрі Натансенів, 1998.
- Письменницький грант Ельзи та Шарлотти Енггольм, 1998.
- Літературна премія послів франкомовних країн, 2001.
- Грант Гаральда Кідде та Астрід Еренкрон-Кідде, 2005.
- Літературна премія Північної ради, 2022.

## Твори
- Lyrefugl, 1986
- &, 1990
- Ifølge loven, fire beretninger om mennesket, 1993
- Eller, 1998
- Det umuliges kunst, 2005
- Frydendal - og andre gidsler, 2008
- Hvis, 2013
- Så, 2013
- Om udregning af rumfang, I-III, 2020-2021